# Орехови
Орехови (на латински: Juglandaceae) е семейство покритосеменни растения от разред Fagales. Включва главно дървета и храсти, разпространени в Северното полукълбо.

## Родове
- Alfaroa
- Carya
- Cyclocarya
- Engelhardia
- Juglans – Орех
- Oreomunnea
- Platycarya
- Pterocarya